# 總統之死
《總統之死》（Death of a President）是一部2006年的英國仿紀錄片，由Gabriel Range導演及拍攝。

## 劇情
这部电影講述了美國總統喬治·W·布什于2007年10月在芝加哥訪問時在街頭被暗杀。主要嫌疑犯是一名敘利亞裔男子。而后通过调查发现暗殺的主谋是一位牺牲军人的父亲，他的儿子在伊拉克战争的战场上被杀。他暗杀总统的唯一原因是因为他恨布什。在他的自杀遗言上写着：「没有任何冠冕堂皇的理由让我原谅杀死我们大卫（他的儿子）的凶手布什。」这部影片通过模擬在总统被暗杀三年以后泄露出来的录像，然后一步一步追踪分析引出一系列令人深思的事件，例如解析了美国现在社会对于信奉伊斯兰教的人的歧视，奇特的反恐思维，一种曾经被世界很多年轻人推崇现在却被批驳的美国文化主義。

## 播映
- 電影將在2006年10月9日在多倫多國際電影節首映
- 2006年年底起在英國電視第四頻道播映

## 外部連結
- This is London 上的有關新聞